# Миро Григоров
Миро Григоров е български революционер, деец на „Охрана“ по време на Втората световна война.

## Биография
Миро Григоров е роден в костурското село Бъмбоки, тогава в Османската империя, днес Ставропотамос, Гърция. Деец е на гръцката комунистическа партия. В началото на 1943 година се присъединява към „Охрана“ и е определен за ръководител на отряда в родното си село.